# Eduardo Bastita
Darwin Eduardo Bastita Núñez (Salto, Uruguay, 6 de abril de 2000) es un futbolista uruguayo, que juega como defensa y a la fecha 2019 juega en el club Deportivo Unión San Felipe de la Primera B de Chile.

## Clubes
| Club             | País    | Año           |
| ---------------- | ------- | ------------- |
| Liverpool        | Uruguay | 2017-2018     |
| Unión San Felipe | Chile   | 2019-presente |